# 鼓丘

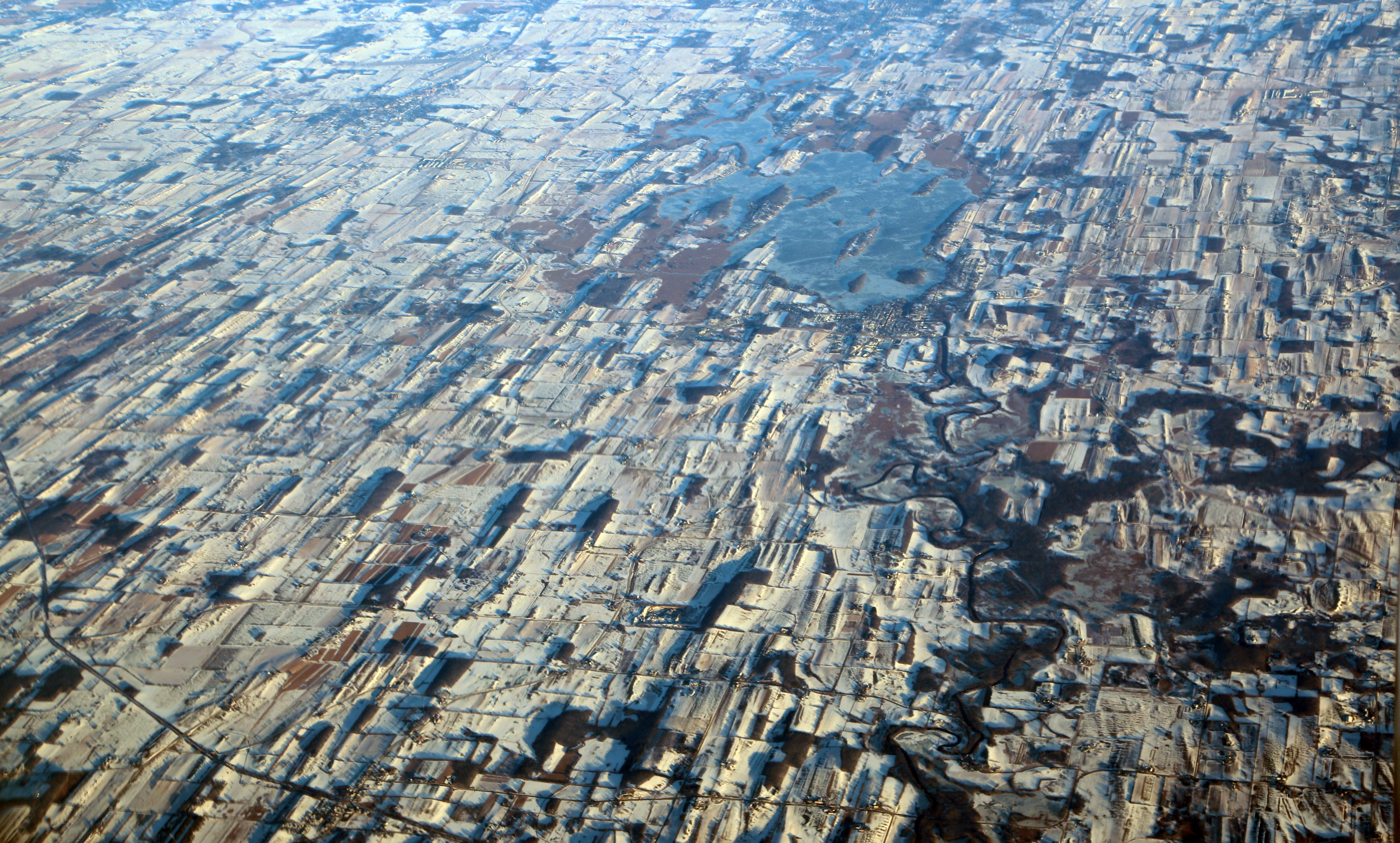
美国威斯康辛州的鼓丘

鼓丘是由冰川當中的一些沉積物堆積而成的丘陵，其形狀通常是圓形或橢圓形居多，鼓丘迎冰面坡度通常較陡峭，而背冰面的坡度比較緩和。鼓丘被大多數人認為是冰川移動變慢所導致的沉積物堆積。鼓丘通常分佈於終碛附近，甚至成為丘陵群，也就是「鼓丘地」。